# Giorno dell'indipendenza nazionale (Polonia)
Il giorno dell'indipendenza nazionale (in polacco Narodowe Święto Niepodległości) è la festa nazionale celebrata ogni anno in Polonia l'11 novembre. La festività commemora l'anniversario della Seconda Repubblica di Polonia, 123 anni dopo la spartizione della Polonia nel 1795 da parte di Russia, Prussia e Austria.

## Descrizione
Protagonista di questo evento, ancora oggi celebrato durante questa ricorrenza fu il generale polacco Józef Piłsudski.
Questa ricorrenza nazionale resta la festa nazionale polacca per eccellenza, assieme alla festa della Costituzione (in polacco Święto Konstytucji 3 Maja), che si celebra il 3 maggio e commemora la prima Costituzione polacca di maggio del 1791, fra le prime costituzioni democratiche al mondo.